# Thelocactus
Thelocactus je rod kaktusů z čeledi kaktusovité (Cactaceae). Botanický název rodu je odvozen z řeckého slova („θηλή“ = thyles) což značí „výstupek“, „bradavka“ a poukazuje na stavbu žeber uspořádaných v řadu hrbolů – bradavic. Typovým druhem rodu je Thelocactus hexaedrophorus.

## Popis
Tělo rostlin rodu Thelocactus je ploše kulovité až sloupovité a dorůstá výšky až 25 cm (ojediněle do 40 cm) a průměru až 20 cm. Rostliny zůstávají většinou solitérni, vzácně odnožují, pouze bazálně, výjimečně tvoří i vícehlavé trsy. Žebra jsou zaoblená a rozdělená do bradavčitých hrbolů, na kterých jsou umístěny oválné až podélně protáhlé areoly. Kořeny jsou většinou řepovité.

### Trny
Trny jsou často velmi výrazné, dlouhé a silné, většinou oválného průřezu, ale mohou být i silně zploštělé. V mládí jsou často pestře zbarvené – červené, žluté, bělavé, rohovinově hnědé až černé, později obvykle šedohnědé. Středové a okrajové trny jsou většinou dobře odlišitelné.

### Květy
Květy v celém rodě jsou široce nálevkovité, vespod vně šupinaté a objevují se od jara do podzimu na nejmladších areolách, v blízkosti temene. Barva okvětních lístků se pohybuje od bílé přes růžovou a žlutou až k sytě purpurové.

### Plody
Po opylení se tvoří zelené nebo nahnědlé plody, které neobsahují dužinu a po vyzrání se otevírají v bazální části značně velkým vejčitým otvorem, kterým se postupně vysypávají středně velká, většinou černá nebo tmavě hnědá, hruškovitá semena. Thelocactus setispinus má plody značně odlišné – po dosažení zralosti mají jasně červenou barvu, obsahují dužinu a zůstávají delší dobu přichyceny k areolám.

## Výskyt a rozšíření
Oblast rozšíření druhů Thelocactus se rozprostírá od Texasu v USA až po střední Mexiko. Nejvíce se jich vyskytuje v mexických státech Coahuila, Nuevo León a San Luis Potosí, na jihu zasahují až do státu Querétaro.
Kaktusy tohoto rodu rostou většinou jednotlivě (s výjimkou T. leucacanthus) na slunných vyprahlých a skalnatých místech, v řídkých porostech a křovinových pásmech.

## Pěstování
Zemina velmi propustná, písčitohlinitá, dostatečně výživná. Slunečné a vzdušné stanoviště a dostatečná, spíše občasná zálivka v letním růstovém období. Chladné, světlé a suché přezimování je podmínkou pravidelného kvetení.

## Fotogalerie

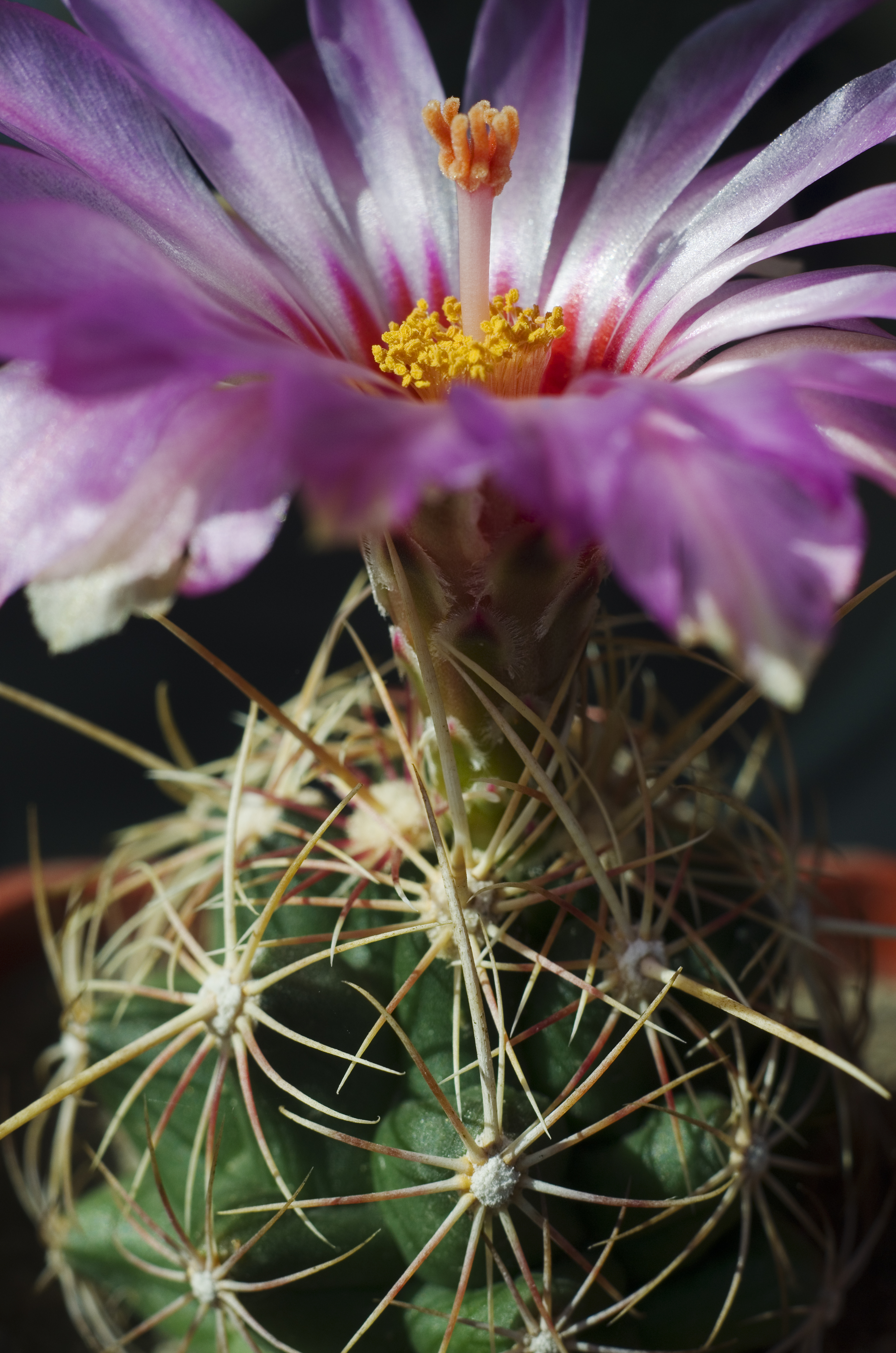
Thelocactus bicolor
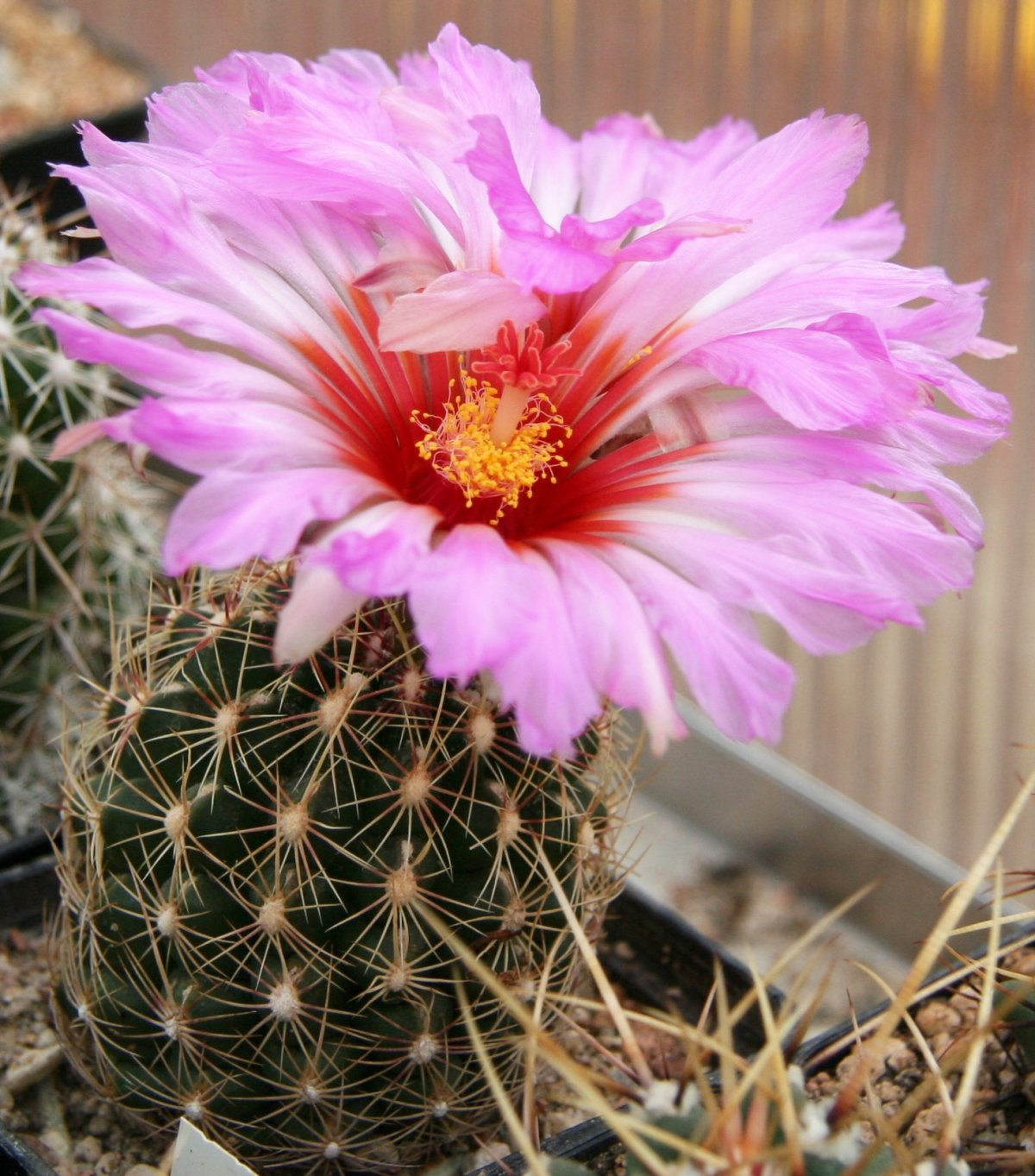
Thelocactus bicolor subsp. schwarzii
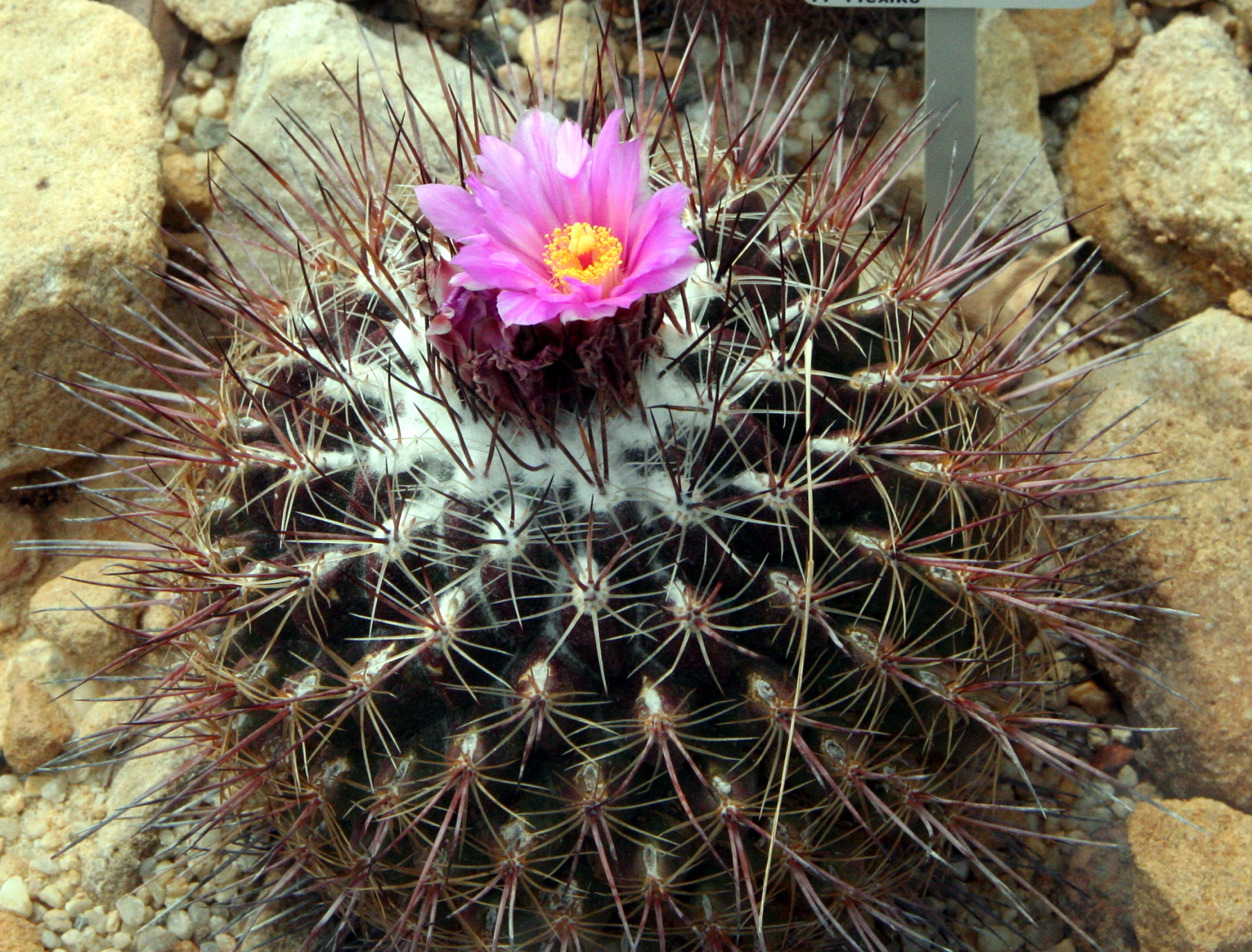
Thelocactus conothelos
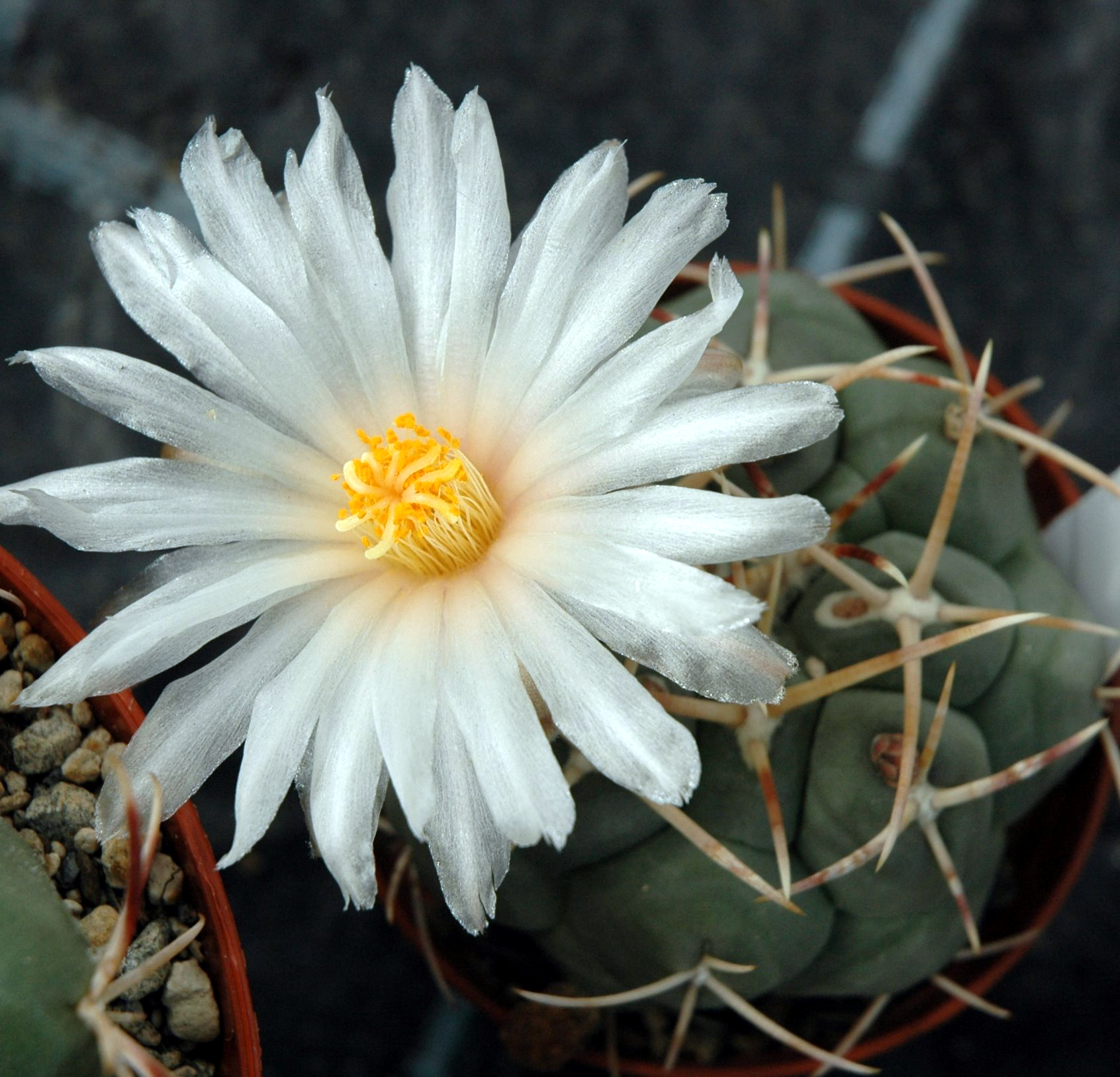
Thelocactus hexaedrophorus
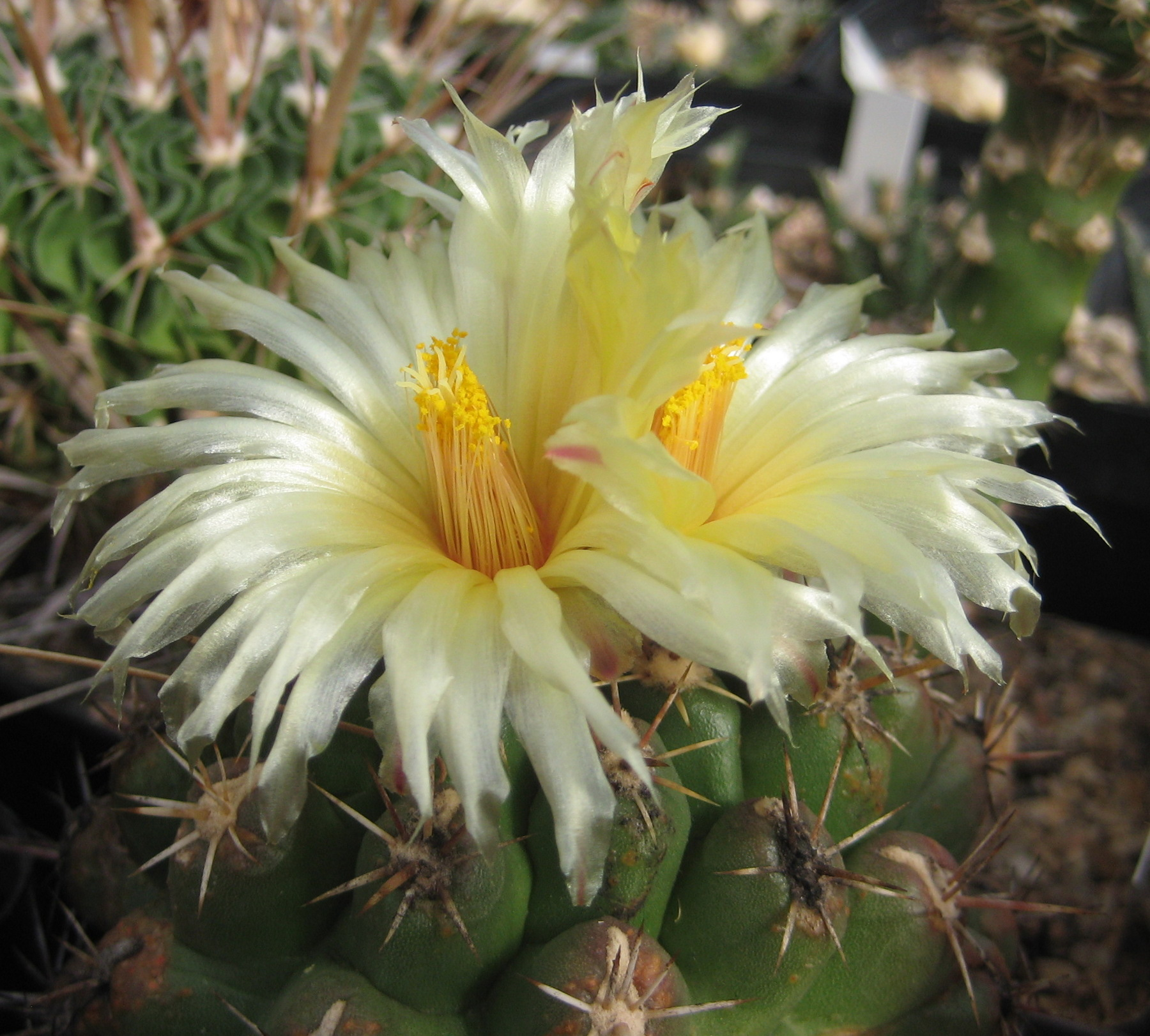
Thelocactus leucacanthus
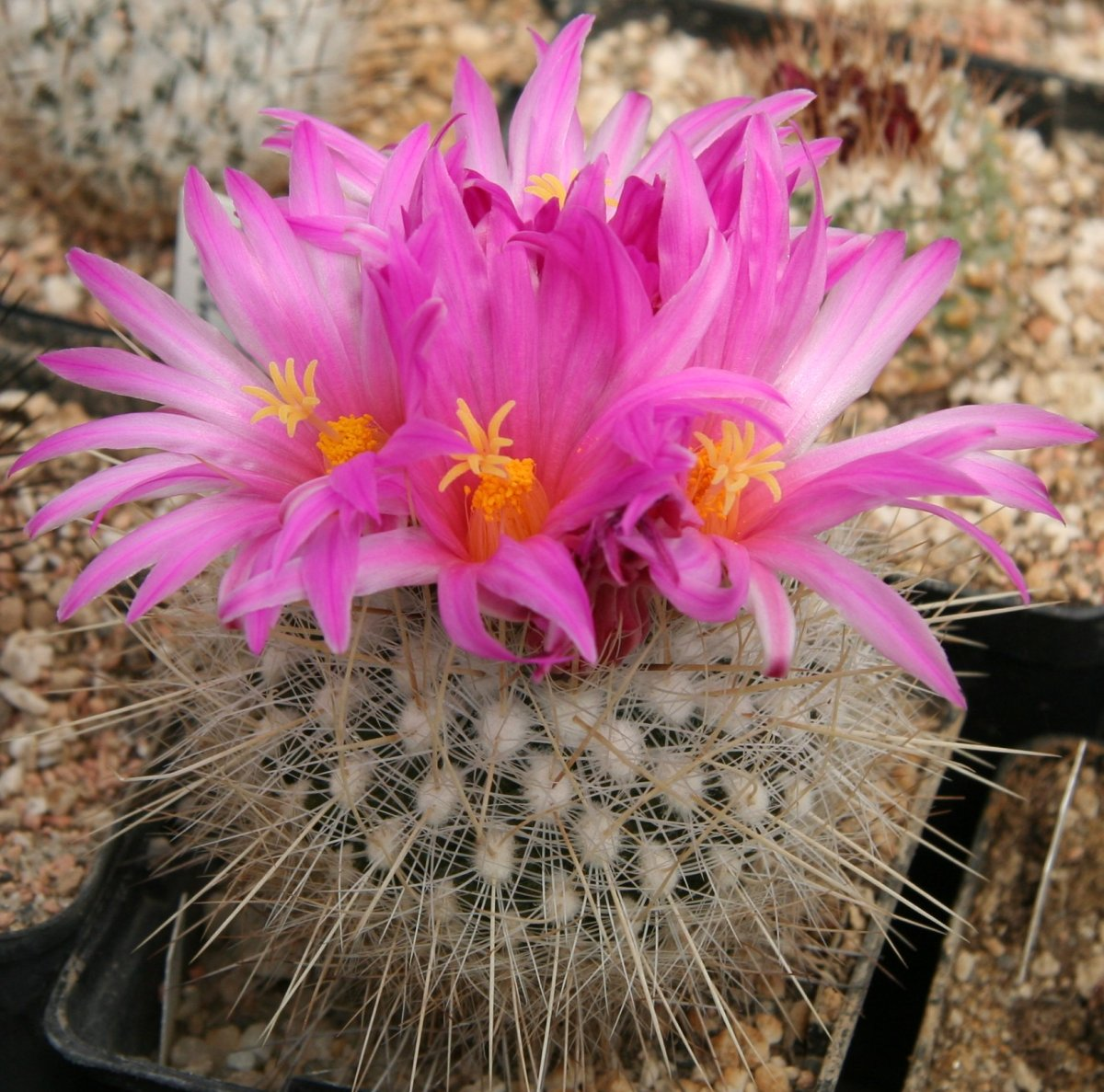
Thelocactus macdowellii
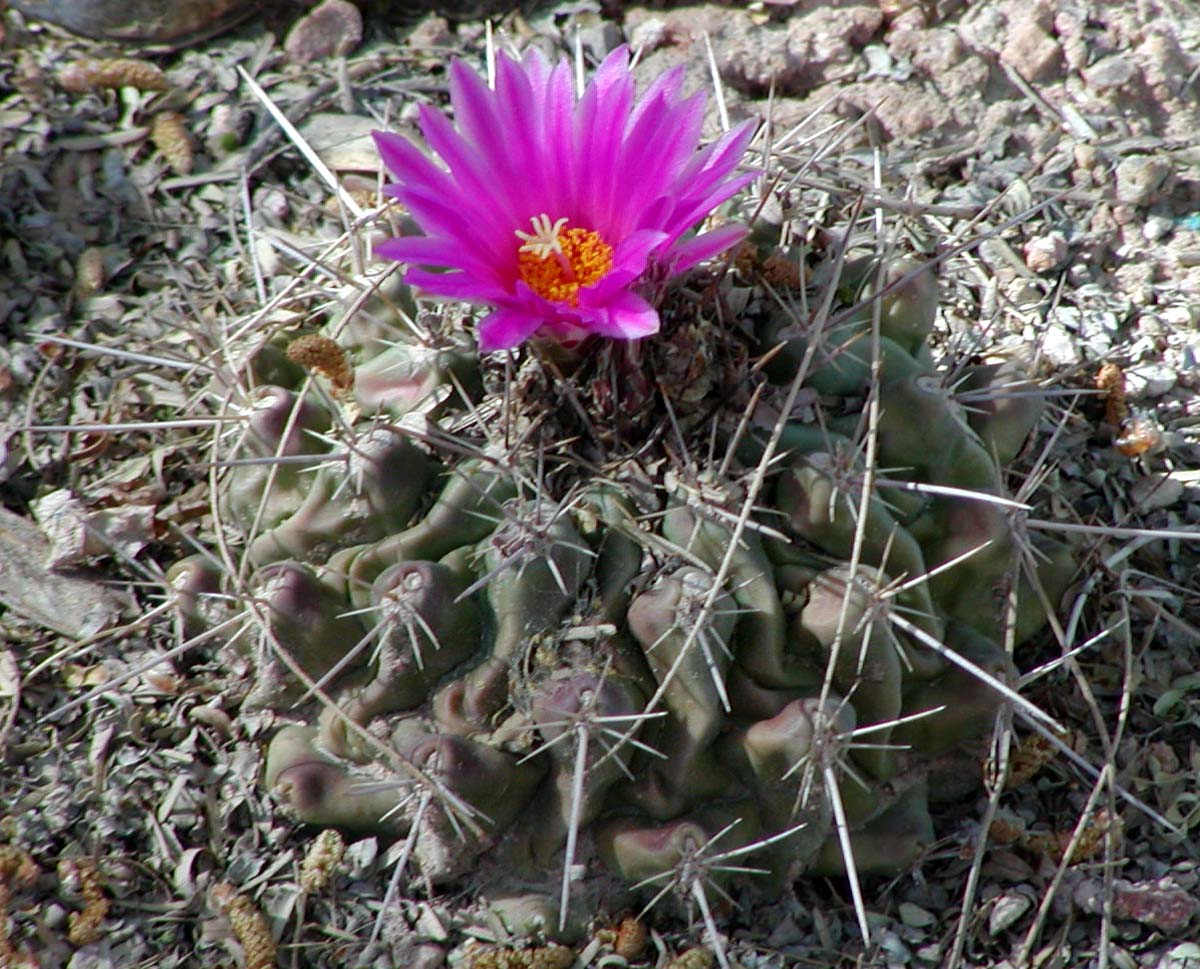
Thelocactus rinconensis subsp. freunderbergii
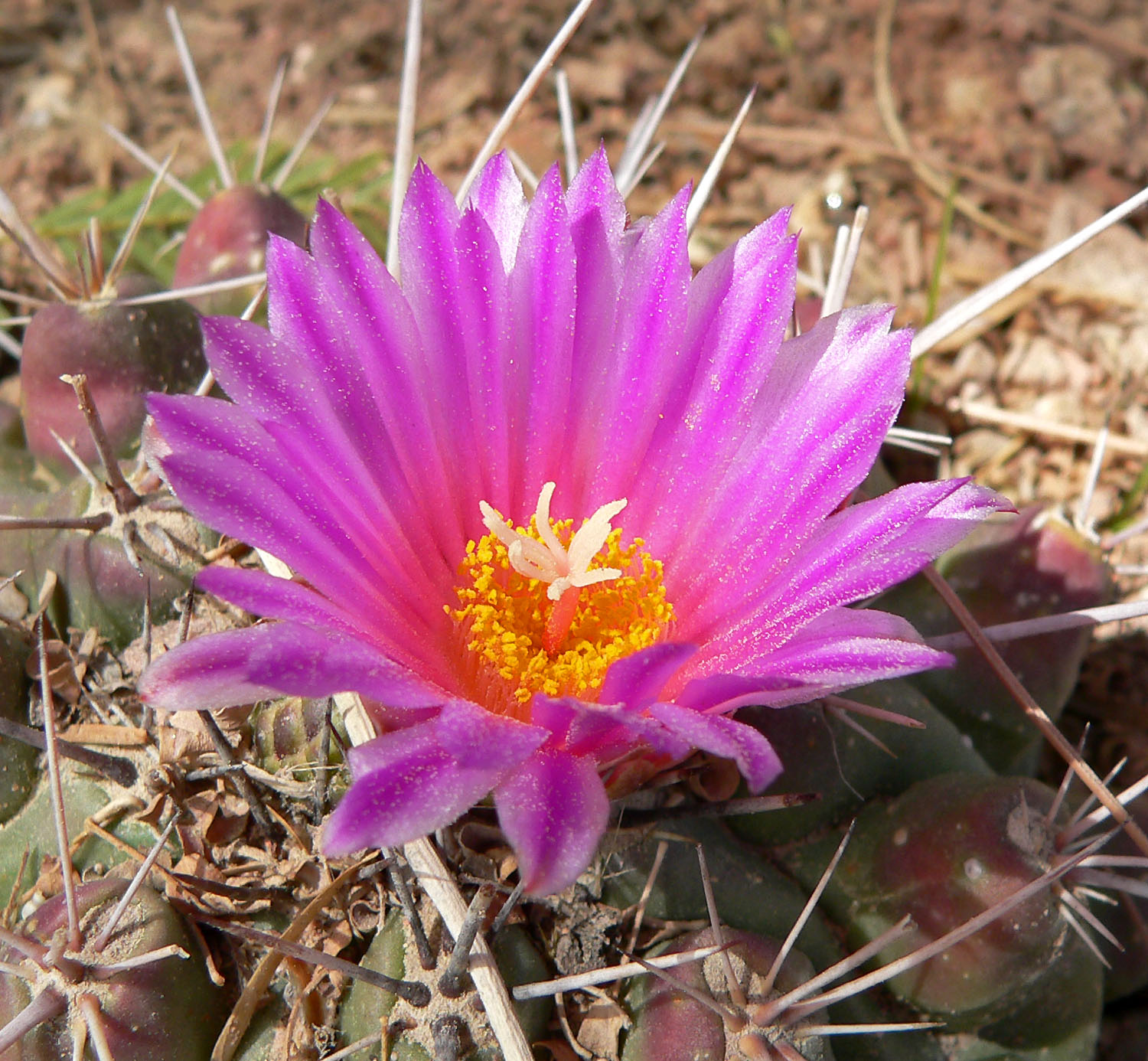
Thelocactus rinconensis subsp. freunderbergii
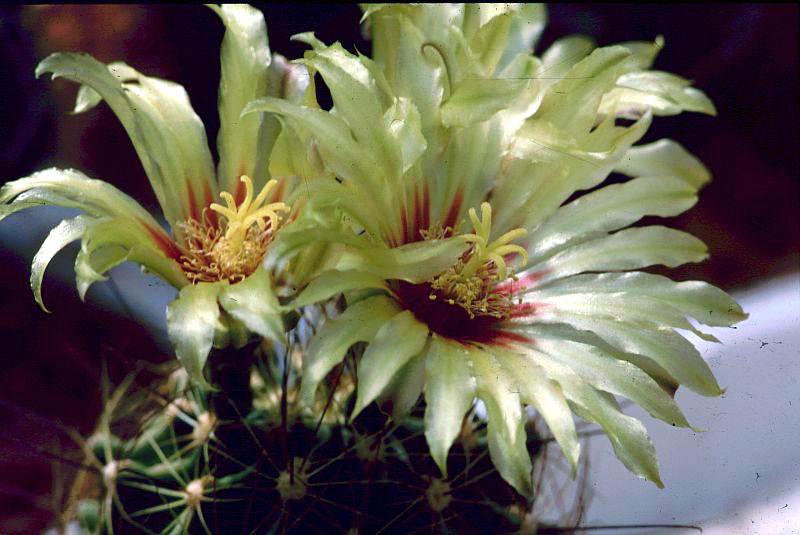
Thelocactus setispinus
- Časosběrné video kvetení Th. bicolor

#### Obecná literatura
- Haage W., Kakteen von A bis Z, 3. Auflage, Neumann Verlag, 1986
- Backeberg C., Die Cactaceae, Band1-6, Jena 1963
- Backeberg C., Das Kakteenlexikon, Jena 1966
- Rauh W., Kakteen an i.Standorten, Berlin-Hamburg, 1979
- Říha J. a Šubík R., Encyklopedie kaktusů, Praha 1992
- Říha J., Úvod do systematiky (Systémy čeledi Cactaceae), příl. AK, 1988
- Anderson, Edward F.: The Cactus Family, Timber Press, Oregon, 2001. ISBN 0-88192-498-9

#### Specializovaná literatura
- Edward F. Anderson: A revision of the genus Thelocactus B. & R. (Cactaceae). In: Bradleya. Band 5, 1987, S. 49–76.
- Joerg Ettelt: Thelocactus bicolor und seine Formen. In: Kakteen und andere Sukulenten, Band 54, 2003, S. 1–6.
- Vlastimil Lukeš: Rod Thelocactus (K. Sch.) Br. et R.. In: Aztekia. mimořádné číslo, 1982, S. 41–65.
- Grzegorz F. Matuszewski, Stanisław Hinz: Thelocactus. Systematik, Vorkommen und Kultur. 2011, ISBN 978-83-932646-0-5.
- Alessandro Mosco, Carlo Zanovello: A phenetic analysis of the genus Thelocactus. In: Bradleya, Band 18, 2000, S. 45–70, PDF.
- Alessandro Mosco, Carlo Zanovello: An introduction to the genus Thelocactus. In: Cactus & Co. Band 6, Nummer 3, 2002, S. 144–171, PDF.